# La Veu de Catalunya
La Veu de Catalunya (Katalanisch für ‚Die Stimme Kataloniens‘) war eine katalanische Tageszeitung, die in Barcelona vom 1. Januar 1899 bis zum 8. Januar 1937 zweimal täglich erschien.

## Geschichte
Ihr Ursprung geht zurück auf die literarische und politische Wochenzeitschrift, die von Narcís Verdaguer i Callís, Joaquim Cabot i Rovira und Jaume Collell am 11. Januar 1891 gegründet wurde. Sie sollte das literarische und politische Bewusstsein des katalanischen Volkes wecken.
Ein Großteil der Redakteure und Mitarbeiter dieser Zeitung wurden zu bestimmenden Figuren der katalanischen Politik und arbeiteten später auch an der täglich erscheinenden Ausgabe mit: Francesc Cambó, Lluís Duran i Ventosa, Josep Puig i Cadafalch, Joaquim Rubió i Ors, Joan Sardà i Lloret. Die Wochenzeitung wurde schließlich an Weihnachten 1898 aufgelöst.
Dafür setzte die tägliche Herausgabe unter der Leitung von Enric Prat de la Riba ein, mit einer deutlich politischeren Orientierung und als Verteidigerin des Programms der Lliga Regionalista.
Wegen Artikel aus den Jahren 1900, 1901 und 1902 und der Einberufung einer Versammlung von Parlamentariern – Assemblea de Parlamentaris – im Jahre 1917 wurde sie verboten, um zu verhindern, dass die Parlamentarier ihre Meinungen öffentlich machen. Sie erschien jedoch jedes Mal wieder unter anderen Namen um das Verbot zu umgehen, beispielsweise als La Creu de Catalunya, Diari de Catalunya, La Veu de Barcelona, El Poble Català, Baluard de Sitges oder Costa de Ponent.
Aufgrund ihrer kritischen Haltung, besonders im Zusammenhang mit Misserfolgen der spanischen Armee, überfiel am 25. November 1905 eine Gruppe Soldaten die Redaktion, was als fets del ¡Cu-Cut! in die katalanische Geschichte einging. Dies war auch der Ausgangspunkt einer Reihe von Gesetzen, die die katalanische Bevölkerung weiteren Repressalien aussetzte. Daraufhin vereinigten sich fast alle katalanischen Parteien zur Allianz Solidaritat Catalana, die deutlich die Parlamentswahlen von 1907 gewann. 
Im Juli 1936 schloss man die Redaktion endgültig, obwohl man weiterhin Zeitungen herausbrachte, deren Untertitel die neuen politischen Ausrichtungen ausdrückten: Diari de l'autonomia i de la República (Zeitung der Autonomie und der Republik), Diari antifeixista controlat pel Comitè Obrer (Antifaschistische Zeitung kontrolliert durch das Arbeiterkomitee) und CNT-Diari antifeixista-AIT (CNT-Antifaschistische Zeitung-AIT).

## Einfluss
Der Einfluss von La Veu auf die katalanischen und spanischen Zeitungen zu Beginn des 20. Jahrhunderts war enorm. Wichtige katalanische Politiker, Autoren und Journalisten veröffentlichten Beiträge auf ihren Seiten, beispielsweise Enric Prat de la Riba, Francesc Cambó, Raimon Casellas, Ildefons Sunyol i Casanovas, Prudenci Bertrana, Josep Maria Junoy i Muns, Eugeni d’Ors (unter dem Pseudonym Xènius), Josep Pla, Jaume Bofill i Mates (Puck, Guerau de Liost, One), Josep Carner (Bellafila, Caliban, Two), Manuel Brunet, Carles Sentís, Irene Polo, Ignasi Agustí, Ferran Agulló (Pol).
In ihrer Bedeutung über die Zeit hinaus sind besonders die literarischen und essayistischen Teile hervorzuheben, die unter der Zusammenarbeit von Xènius und Josep Carner entstanden.